# Mariano Gómez-Zamalloa y Quirce
Mariano Gómez-Zamalloa y Quirce (La Corunya, 26 de març de 1897 - Madrid, 4 de setembre de 1973) va ser un militar espanyol.
Fill de militars, va ingressar en l'Acadèmia d'Infanteria de Toledo el 1909. El 1925 va rebre el grau de tinent i va participar en la Guerra del Rif com a oficial del Grup de Regulars n.3 de Ceuta. Al començament de la Guerra Civil espanyola ostentava el rang de capità del mateix regiment de Regulars a Ceuta. Es va unir a la revolta militar i al capdavant d'una unitat de regulars va creuar l'estret de Gibraltar a bord del destructor Churruca, desembarcant a Cadis i assegurant el control de la ciutat. Ascendit a comandant, es va traslladar a Jerez de la Frontera, on es va posar al capdavant de diverses columnes compostes per dretans i terratinents amb les quals va participar en diverses operacions militars a les províncies de Cadis i Sevilla, capturant les poblacions d'Arcos de la Frontera i Olvera. Més endavant la seva unitat també va participar en l'avanç cap a Madrid, travessant Extremadura i la Vall del Tajo. Durant els durs combats sostinguts amb l'Exèrcit republicà pel control de la capital, va lluitar a la Casa de Campo, Carabanchel, Ciempozuelos i a la batalla del Jarama. Arran d'aquesta batalla va ser condecorat amb la Medalla Militar Individual per la seva heroica actuació en la defensa del Pingarrón. Gómez-Zamaolla va resultar greument ferit per foc enemic, amb 19 ferides de guerra i mutilat en un 87%. Això li valdria ser condecorat el 1940 amb la Creu Llorejada de Sant Ferran. El 1940 assolí el grau de tinent coronel i el juliol de 1941 per incorporar-se al Regiment Pimentel de la Divisió Blava i va combatre en el Front Oriental integrat en l'Exèrcit alemany. El 1942 fou condecorat amb la Creu de Ferro de Segona Classe. El maig del mateix any fou repatriat a Espanya.  En tornar fou ascendit a coronel i va comandar el batalló d'Infanteria del Ministeri de l'Exèrcit, el Regiment d'Infanteria número 1 de Madrid i el de la Guàrdia de Franco.
El 10 de desembre de 1955 rebre la Gran Creu de l'Orde de Sant Hermenegild i el 12 de maig de 1956 va ser nomenat Governador Militar de Gran Canària. El juny de 1957 fou nomenat governador general de la província de l'Àfrica Occidental Espanyola, i després d'una reorganització fou governador de la província d'Ifni. Durant el seu mandat es produïren els fets de la Guerra d'Ifni i aconseguir contenir l'ofensiva dels guerrillers marroquins contra les guarnicions espanyoles en el Sàhara espanyol i a Ifni, raó per la qual l'1 d'octubre de 1958 va ser condecorat amb la Gran Creu de l'Orde de Cisneros. Va ser ascendit a general de divisió el 8 de febrer de 1959. El 2 de juny de 1959 va ser nomenat cap de la Divisió Cuirassada Brunete. El 1965 va rebre la gran creu de l'Orde Imperial del Jou i les Fletxes i el 1968 passà a la reserva. Va morir el 4 de setembre de 1973 a causa d'un coma hepàtic complicat per les ferides de guerra que tenia.